# Hennepin, Illinois
Hennepin är administrativ huvudort i Putnam County i den amerikanska delstaten Illinois. Orten har fått sitt namn efter Louis Hennepin.